# Ley General para la Inclusión de las Personas con Discapacidad
En México existen leyes que respaldan a personas con discapacidad en varios aspectos. El 30 de mayo de 2011 durante el gobierno del presidente Felipe Calderón se estableció la Ley General para la Inclusión de las Personas con Discapacidad. El objetivo principal de esta ley es proteger, fomentar y dar seguridad a los derechos humanos de las personas con discapacidad, así como su desarrollo igualitario con base a las oportunidades y el respeto.

## Objetivo de la Ley
Reglamentar las condiciones que el Estado debe promover y asegurar para el pleno ejercicio de los derechos humanos y las libertades fundamentales de las personas con discapacidad. Asegurando su plena inclusión en la sociedad con respeto e igualdad y oportunidades tal y como lo marca el artículo 1º de la Constitución Política de los Estados Unidos Mexicanos.
Los principios mediante los que se rigen este tipo de políticas públicas son: la equidad, justicia social, igualdad de oportunidades, el respeto a preservar la identidad, la dignidad, la autonomía y la libertad de tomar las propias decisiones, así como el respeto por las diferencias y la aceptación de la discapacidad como parte de una diversidad de la condición humana.
De acuerdo al informe al derecho a la educación de personas discapacitadas desarrollado en América Latina y el Caribe, un derecho que todo ser humano debe tener es ser incluido para mejorar sus ilusiones, vivencias y su manera de vida.

## Definición de discapacidad y tipos que contempla la Ley
En el Artículo 2, se describe la Discapacidad como la consecuencia de la presencia de una deficiencia o limitación en una persona, que al interactuar con las barreras que le impone el entorno social, pueda impedir su inclusión plena y efectiva en la sociedad, en igualdad de condiciones con los demás (Fracción adicionada DOF 22-06-2018)
Discapacidad física como la secuela o malformación que deriva de una afección en el sistema neuromuscular a nivel central o periférico, dando como resultado alteraciones en el control del movimiento y la postura, y que al interactuar con las barreras que le impone el entorno social, pueda impedir su inclusión plena y efectiva en la sociedad, en igualdad de condiciones con los demás;  (Fracción adicionada DOF 22-06-2018)
Discapacidad mental. A la alteración o deficiencia en el sistema neuronal de una persona, que aunado a una sucesión de hechos que no puede manejar, detona un cambio en su comportamiento que dificulta su pleno desarrollo y convivencia social, y que al interactuar con las barreras que le impone el entorno social, pueda impedir su inclusión plena y efectiva en la sociedad, en igualdad de condiciones con los demás;  (Fracción adicionada DOF 22-06-2018 XII)
'Discapacidad intelectual Se caracteriza por limitaciones significativas tanto en la estructura del pensamiento razonado, como en la conducta adaptativa de la persona, y que al interactuar con las barreras que le impone el entorno social, pueda impedir su inclusión plena y efectiva en la sociedad, en igualdad de condiciones con los demás;  (Fracción adicionada DOF 22-06-2018)
Discapacidad sensorial. Es la deficiencia estructural o funcional de los órganos de la visión, audición, tacto, olfato y gusto, así como de las estructuras y funciones asociadas a cada uno de ellos, y que al interactuar con las barreras que le impone el entorno social, pueda impedir su inclusión plena y efectiva en la sociedad, en igualdad de condiciones con los demás. (Fracción adicionada DOF 22-06-2018)

## En que consiste la ley
El Consejo Nacional para el Desarrollo y la Inclusión de las Personas con Discapacidad verifica que se hagan valer los derechos de las personas y mismos que están respaldados por el Poder Legislativo, Ejecutivo, Gobiernos y Entidades Federativas. Respeto e igualdad de oportunidades.  En el artículo dos de esta ley se hace mención de que todas las zonas públicas, entornos físicos, medios de transporte e incluso tecnologías de la información y comunicación, deben estar habilitados de acuerdo a las necesidades de todas las personas sin importar su condición.   
Hay once principios que toda política deberá aplicar y son los siguientes:                                                   
- Equidad.

- Justicia.

- Igualdad de oportunidades.

- Respeto a la evolución de las facultades de los niños y las niñas con discapacidad y su derecho a preservar su identidad.

- El respeto de la dignidad inherente, la autonomía individual, incluida la libertad de tomar las propias decisiones y la independencia de las personas.

- La participación e inclusión plenas y efectivas en la sociedad.

- El respeto por la diferencia y la aceptación de la discapacidad como parte de la diversidad y la condición humana

- La accesibilidad.

- La no discriminación.

- La igualdad entre mujeres y hombres con discapacidad.

- La transversalidad.[2]